# Nivea

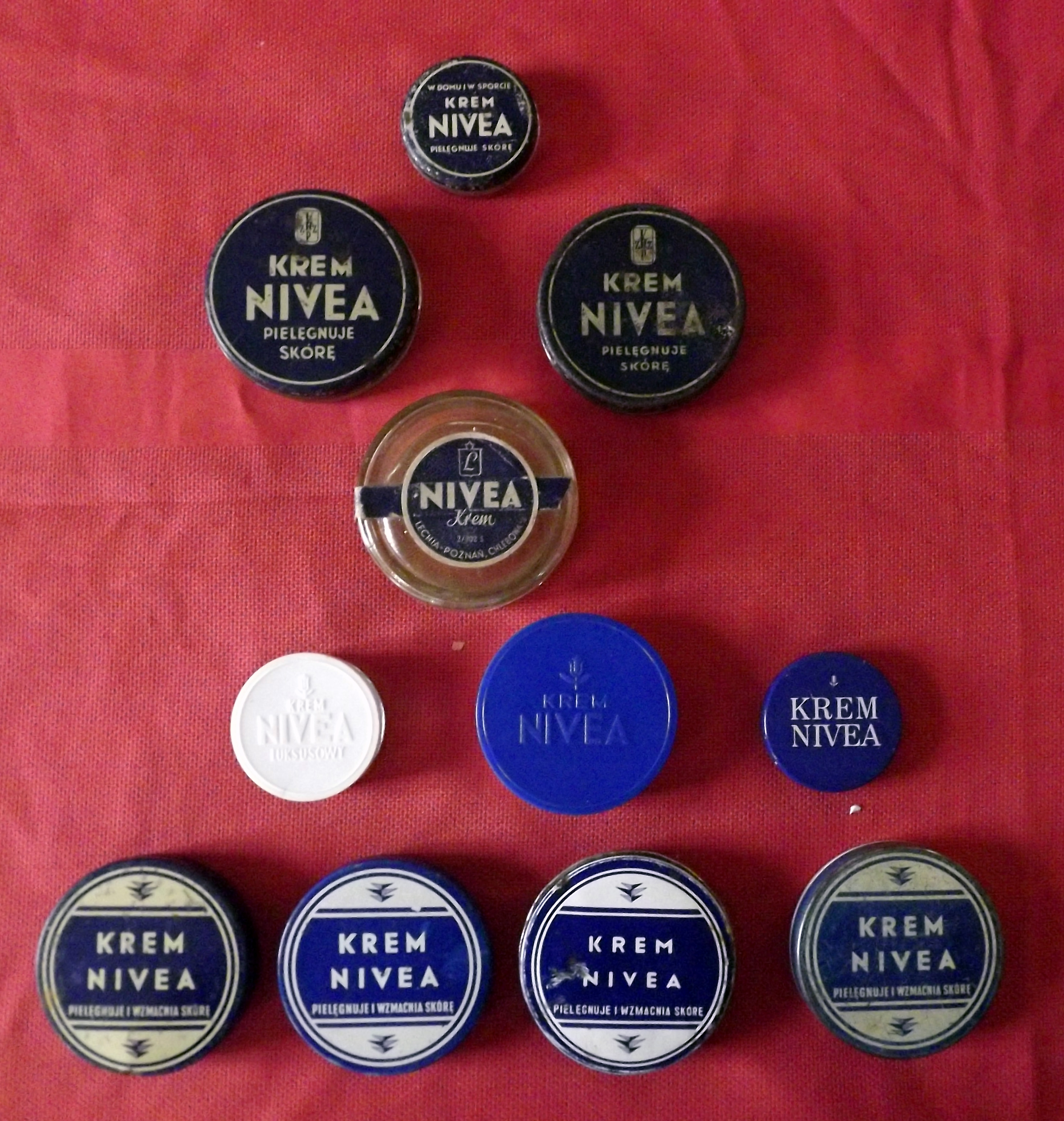
Polskie opakowania kremu Nivea produkowanego w Poznaniu z lat 1945–1990

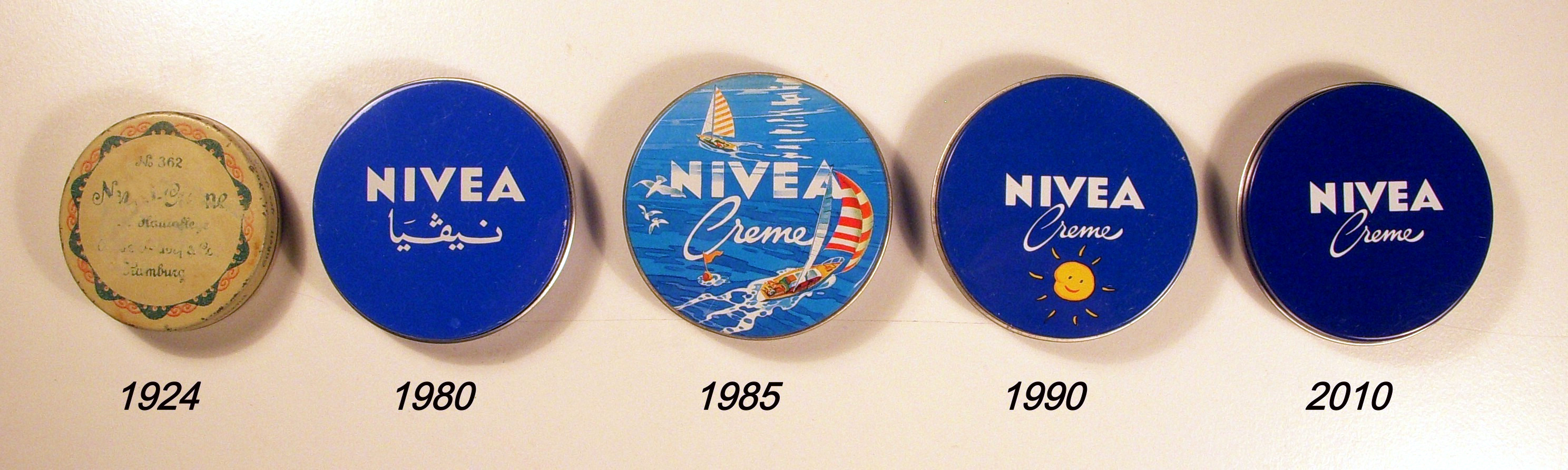
Opakowania Nivea z lat 1924–2010

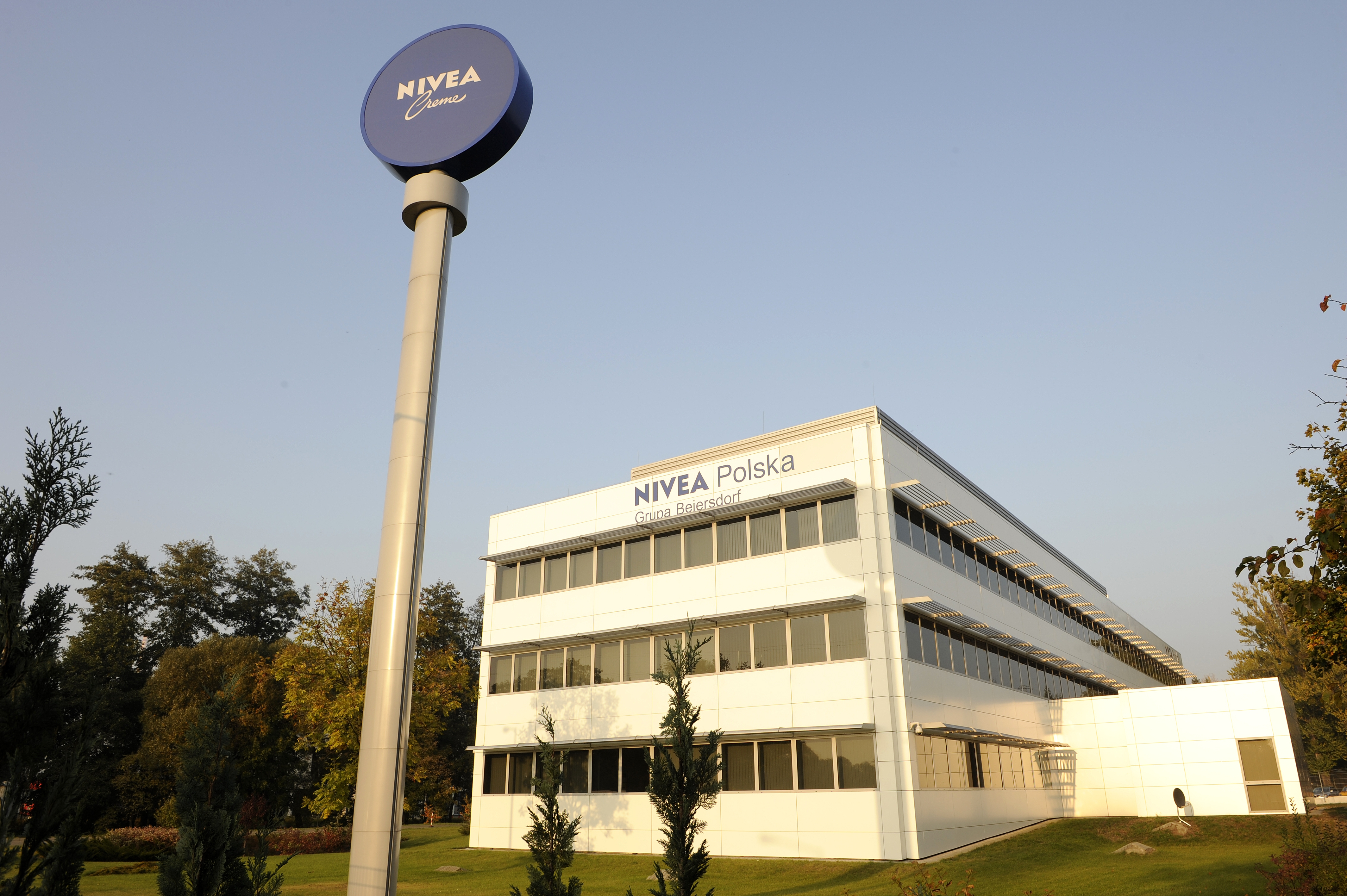
Siedziba firmy w Poznaniu

Nivea (łac. niveus – śnieżnobiały) – linia produktów kosmetycznych międzynarodowego koncernu Beiersdorf AG z Hamburga w Niemczech.
Pierwszym produktem tej linii było Nivea Seife (mydło Nivea), które zostało wprowadzone na rynek w 1906 przez firmę „Beiersdorf & Co”, której właścicielem był wówczas Oskar Troplowitz, farmaceuta, urodzony w 1863 w Gliwicach. Żona Troplowitza Gertruda nadała temu mydłu nazwę Nivea, z łacińskiego niveus/nivea/niveum (śnieżno-biały). W 1911 pojawił się słynny Nivea Creme (krem Nivea). Produkt został stworzony dzięki zakupieniu przez Oskara Troplowitza od chemika dr. Isaaca Lifschütza patentu na wytwarzanie eucerytu. Troplowitz wspólnie z dermatologiem Paulem Gersonem Unną opracowali recepturę kremu, wykorzystując właściwości eucerytu jako substancji tworzącej stabilną emulsję tłuszcz-woda.

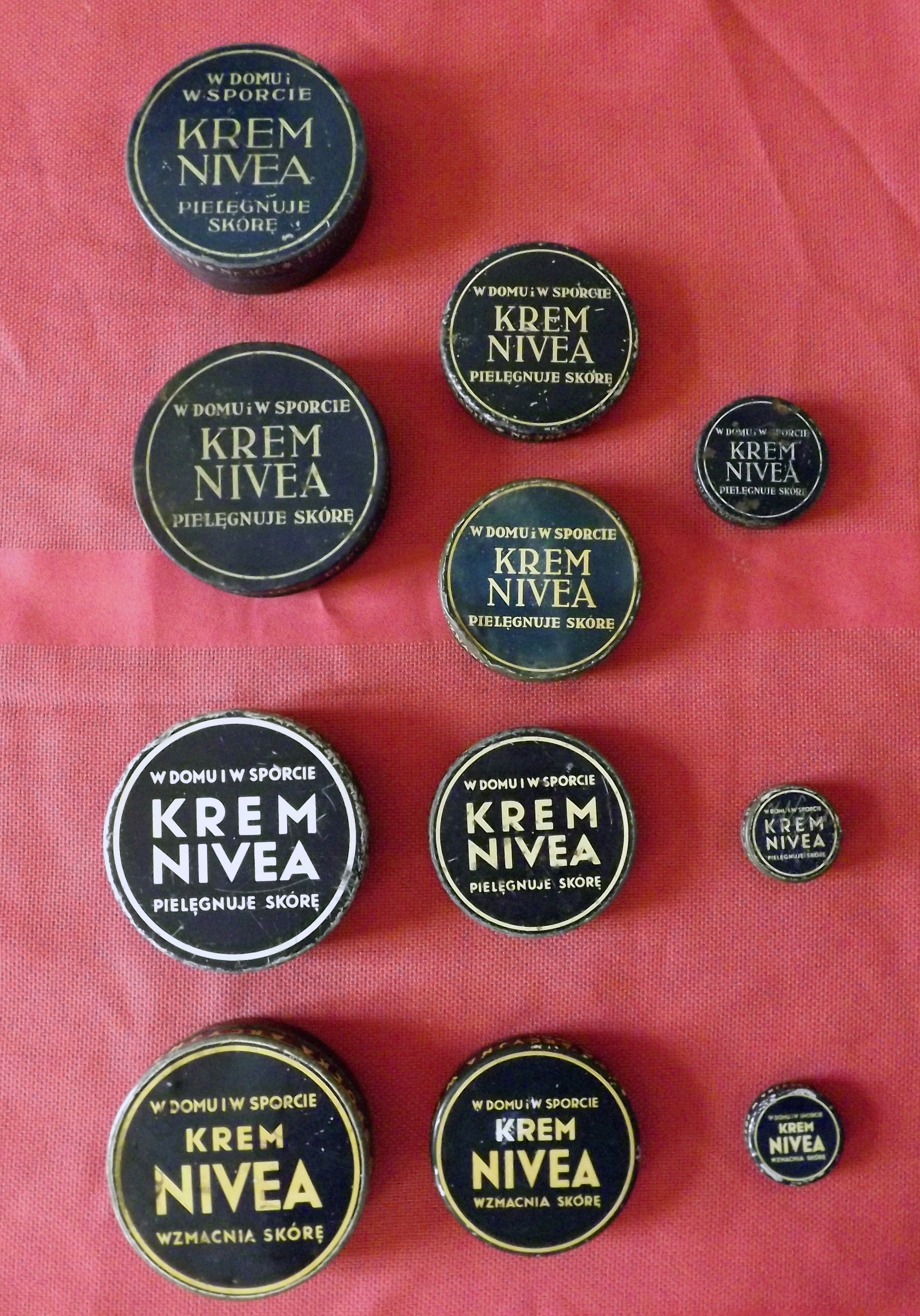
Polskie opakowania kremu Nivea produkowanego w Katowicach i Poznaniu z lat 1928–1939

W Polsce między I a II wojną światową produkcja środków kosmetycznych z serii Nivea odbywała się w firmie Pebeco Wytwórnia Specyfików Beiersdorfa Spółka z o.o. najpierw od 1925 w Katowicach, a następnie od 1930 w Poznaniu. Po II wojnie światowej produkcję kremu pod marką Nivea kontynuowała państwowa firma Pollena-Lechia w Poznaniu – obecnie Nivea Polska Sp. z o.o. – spółka-córka Beiersdorf AG. Przez pewien czas krem Nivea produkowany był także w Warszawie m.in. przez firmę Uroda.

## Skład kremu do skóry
Podstawą odkrycia Oskara Troplowitza był euceryt, naturalny środek emulgujący uzyskiwany z tłuszczu wełny owczej (lanoliny). Euceryt był pierwszym znanym środkiem pozwalającym na utworzenie stabilnej emulsji tłuszcz-woda. Euceryt jest alkoholem lanolinowym z wysoką zawartością cholesterolu i wykazującym niski potencjał alergiczny.
Alkohol lanolinowy to naturalny produkt składający się z mieszaniny lipidów wyekstrahowanych z wosku wełny owczej. Głównymi składnikami są: cholesterol (30%), lanosterol i związki lanosterolo-podobne (27%). Wysokołańcuchowe n-alkohole alifatyczne C18 do C30 stanowią około 20% masy.
Skład współczesnej Nivei pozostał praktycznie taki sam, jak w oryginalnym przepisie: gliceryna, pantenol, kwas cytrynowy, woda, euceryt (jako środek emulgujący) i substancje zapachowe.
Pełny skład kremu:

Aqua, Paraffinum Liquidum, Cera Microcristallina, Glycerin, Lanolin Alcohol (Eucerit®), Parafina, Panthenol, Magnesium Sulfate, Decyl Oleate, Octyldodecanol, Aluminium Stearates, Citric Acid, Magnesium Stearate, Limonene, Geraniol, Hydroxycitronellal, Linalool, Citronellol, Benzyl Benzoate, Cinnamyl Alcohol, Parfum

## Znak towarowy
Przedsiębiorstwo Nivea aktywnie dba o ochronę swojej marki, stosując strategię obejmującą liczne zgłoszenia znaków towarowych oraz wzorów przemysłowych w urzędach patentowych na całym świecie.
W Niemczech oraz Szwajcarii Nivea posiada wyłączne prawa do używania charakterystycznego odcienia niebieskiego jako znaku towarowego dla swoich produktów do pielęgnacji ciała. Osiągnięcie takiego poziomu ochrony prawnej wynika z intensywnego wykorzystania tego koloru, co pozwoliło na wykazanie wtórnej zdolności odróżniającej. Oznacza to, że konsument jest w stanie rozpoznać produkty marki Nivea na rynku dzięki temu specyficznemu odcieniowi niebieskiego.
Ponadto, opakowanie popularnego kremu Nivea jest chronione jako przestrzenny znak towarowy, między innymi w Urzędzie Patentowym Rzeczypospolitej Polskiej. Te unikatowe formy znaków towarowych charakteryzują się tym, że obejmują konkretny kształt produktu lub jego opakowania. Mogą również zawierać połączenie elementów słownych, graficznych i kolorystycznych, które są stosowane w sposób ściśle związany z danym kształtem, co przyczynia się do wyróżnienia produktu na rynku i zwiększa jego rozpoznawalność wśród konsumentów.
Utrzymana została również ochrona dla przestrzennego znaku towarowego, który przedstawia jedną z najstarszych wersji opakowania kremu Nivea, zgłoszoną w 1934 roku.